# Plutonesthes amoena
Plutonesthes amoena är en skalbaggsart som beskrevs av Francis Polkinghorne Pascoe 1869. Plutonesthes amoena ingår i släktet Plutonesthes och familjen långhorningar. Inga underarter finns listade i Catalogue of Life.